# Donaldson-Theorie
Die Donaldson-Theorie beschäftigt sich im mathematischen Teilgebiet der Differentialtopologie mit dem Studium von glatten 4-Mannigfaltigkeiten durch die Modulräume der antiselbstdualen Yang-Mills-Gleichungen (ASDYM-Gleichungen) auf diesen. Zuerst erschlossen wurde diese Möglichkeit von Simon Donaldson im Jahr 1983 (mit Verbesserung im Jahr 1987) durch seinen Beweis des Donaldson-Theorems. Inzwischen ist die Donaldson-Theorie weitgehend durch die Seiberg-Witten-Theorie abgelöst, da die Seiberg-Witten-Invarianten in vielen Fällen stärkere Resultate liefern als die Donaldson-Invarianten und in vielen Fällen zudem die Modulräume bereits kompakt sind, sodass auf eine Kompaktifizierung verzichtet werden kann. Dennoch gibt es noch ungelöste Probleme in der Donaldson-Theorie, wie etwa die Witten-Vermutung und die Atiyah-Floer-Vermutung.